# Britain's and Ireland's Next Top Model
Britain's & Ireland's Next Top Model (primeramente llamado Britain's Next Top Model, y abreviado como BNTM, BINTM o Top Model) fue un Reality Británico en el que un número de mujeres compiten por el título de Britain's & Ireland's Next Top Model y la oportunidad de iniciar su carrera en la industria del modelaje.
Como parte de Top Model estaba basado en el formato del programa americano America's Next Top Model, con algunas diferencias. El 1 de febrero de 2010 fue anunciado que la supermodelo Elle Macpherson sería la nueva conductora y jueza principal. El show estaba originalmente bajo el mando de Lisa Butcher quien abandonó su lugar al finalizar el Ciclo 1. Ocupando dicho lugar, luego, Lisa Snowdon se mantuvo desde el Ciclo 2 al Ciclo 5.
En una reciente entrevista para la BBC, Macpherson contrastó la versión británica con la original (EUA), describiendo BNTM como "Británico de una forma única, con el sentido del humor que nos caracteriza...con situaciones más híbridas.. y yo creo que eso es un ejemplificatorio (sic) de lo que nos pasa en la actualidad aquí".
En octubre del 2013, LIVINGtv confirmó que el show fue cancelado.

## Formato del Show
Cada temporada de Britain's and Ireland's Next Top Model tiene un total de entre 10 y 12 capítulos y con una cantidad de entre 12 y 14 concursantes, siendo excepciones el Ciclo 5 con 20 y el Ciclo 6 con 25. En cada capítulo, una concursante es eliminada, aunque en ciertas ocasiones, dobles eliminaciones o la inexistencia de las mismas, suceden por decisión de los jueces. El Ciclo 6 tendrá un capítulo final en vivo y en directo, similar a la versión australiana del show, en la cual el voto del público decidirá quién se convierte en la nueva ganadora.

## Jueces
En el Ciclo 6, el grupo de jueces fue integrado por la supermodelo y actriz Elle Macpherson, el supermodelo estadounidense Tyson Beckford y la diseñadora de moda, cantante y modelo australiana Dannii Minogue. En ciclos anteriores, en el grupo de jueces han pasado Lisa Butcher, Marie Helvin, Paula Hamilton, Huggy Ragnarsson, Jonathan Phang, Gerry DeVeaux, Charley Speed, Julien Macdonald, Grace Woodward y Whitney Port. Usualmente, además, un juez invitado forma parte del panel de cada capítulo.

## Presentadoras
BNTM ha tenido 3 presentadoras. En el Ciclo 1, la modelo Lisa Butcher presentó el show, y Lisa Snowdon tomó ese lugar desde el Ciclo 2 hasta el Ciclo 5. Continuando con el anuncio de Snowdon de abandonar el show para poder concentrarse en su carrera en radio, las especulaciones acerca del nuevo reemplazo comenzaron. Naomi Campbell fue quien inicialmente aceptó ponerse al mando del programa, pero renunció unos días después de comenzadas las grabaciones por no saber cuánto tiempo disponible tendría. Luego de la renuncia de Campbell, la producción tuvo sólo unos días para encontrar al nuevo reemplazo, pero el 2 de febrero de 2010, (Elle) Macpherson fue anunciada como la nueva presentadora de Britain's Next Top Model, tomando el lugar que había dejado libre Lisa Snowdon. Elle además formará parte de la producción ejecutiva del show. Macpherson fue la presentadora del show desde el Ciclo 6 hasta el Ciclo 9.

## Premios
En el Ciclo 6 la ganadora recibiría £1 Millón por un contrato con la mayor Agencia de modelaje en Europa, Models 1 (Naomi Campbell, Cindy Crawford, Agyness Deyn, Linda Evangelista, Kate Moss, Claudia Schiffer, Twiggy), un editorial de 6 páginas al igual que la portada de la Revista Company y £100,000 por contrato con la empresa de Cosméticos Revlon, además de la aparición en la campaña Otoño/Invierno 2010, de un nuevo producto que saldrá a la venta en Reino Unido a finales de noviembre.
Así como un contrato de modelaje con Models 1 y la portada y un editorial en la Revista 'Company(Ciclo 2-presente), el conjunto de premios también ha estado formado por £100,000 de contrato con la empresa de cosméticos Ruby and Millie(Ciclos 1 y 3) y Max Factor(Ciclo 5), una campaña de publicidad de Ford Fiesta(Ciclo 2), y un editorial en la revista "B" y representación con Beatrice Models en Milán(Ciclo 1).
En el Ciclo 7, se mantuvo el contrato con Models 1, el editorial de 6 páginas al igual que la portada de la revista Company y el contrato con Cosméticos Revlon. Se agegó un viaje al Sandals Resorts en Jamaica, una campaña con Miss Selfridge y un Peugeot RCZ.  
En el Ciclo 8, el Peugeot RCZ fue removido y el viaje al Sandals Resorts fue reemplazado por un viaje al Hotel Atlantis en Dubái.
En el Ciclo 9, la campaña con Miss Selfridge fue removida y el viaje al Hotel Atlantis fue reemplazado por un viaje a Nueva York. Además, fue introducido un contrato con la marca de productos para el cabello TRESemmé.

## Ciclos
| Ciclo | Fecha de estreno         | Ganadora       | Segundo lugar             | Otras concursantes (orden de eliminación) | Número de concursantes | Destino Internacional                    |
| ----- | ------------------------ | -------------- | ------------------------- | --- | ---------------------- | ---------------------------------------- |
| 1     | 14 de septiembre de 2005 | Lucy Ratcliffe | Edwina Joseph             | Marina Fallahi, Claire Hillier, Shauna Breen, Anne Kent (abandona), Hayley Wilkins, Marisa Heath, Stephanie Jones, Naomi Teal, Tashi Brown, Jenilee Harris                                                        | 12                     | París Milán                              |
| 2     | 24 de julio de 2006      | Lianna Fowler  | Abigail Clancy            | Yvette Stubbs, Nina Malone, Asha Hibbert, Lucy Flower, Sophia Price, Samantha Gerrard, Tamar Higgs, Georgina Edewor-Thorley, Sarah Butler, Amber Niemann, Jasmia Robinson                                         | 13                     | Marrakech                                |
| 3     | 2 de julio de 2007       | Lauren McAvoy  | Louise Watts              | Dani Lawrence, Krystal Hancock, Abigail Galatia, Natalie Nwagbo, Holly Alexander Ritchie, Carly Thompson, Sherece Campbell, Lucy Bennett, Stefanie Webber, Rebecca White                                          | 12                     | Río de Janeiro                           |
| 4     | 21 de abril de 2008      | Alex Evans     | Catherine Thomas          | Sophie Roberts, Musayeroh Barrie, Louise Heywood, Lauren Donaldson-Stanley, Lynzi Arnott, Lisa Fowler, Leanne Nagle, Martha Braddell, Aaron Hunt, Charlotte Denton, Rachael Cairns, Stefanie Wilson               | 14                     | Ciudad del Cabo                          |
| 5     | 20 de abril de 2009      | Mecia Simson   | Sophie Sumner             | Lisa-Ann Hillman, Lauren Wee, Chloe Cummings & Kasey Wynter, Madeleine Wheatley, Hayley Buchanan, Annaliese Dayes, Daisy Payne, Viola Szekely, Ashley Brown, Jade McSorley                                        | 13                     | Reikiavik Buenos Aires                   |
| 6     | 5 de julio de 2010       | Tiffany Pisani | Alisha White              | Hannah Goodeve(abandona), Rachelle Harry, Susan Loughnane, Harleen Kaur Nottay, Delita Cole, Amba Hudson-Skye, Nicola Wright, Kirsty Parsons, Olivia Oldham Stevens, Amelia Thomas, Charlotte Holmes, Joy McLaren | 14                     | Alicante Hordaland & Bergen Kuala Lumpur |
| 7     | 4 de julio de 2011       | Jade Thompson  | Juste Juozapaityte        | Kimberleigh Spreadbury & Joanne Northey, Ufuoma Itoje, Hannah Devane, Holly Higgins & Amy Woodman, Tanya Mihailovic & Stacey Haskins, Jessica Abide, Anastasija Bogatirjova & Imogen Leaver                       | 13                     | Dublín Miami                             |
| 8     | 9 de julio de 2012       | Letitia Herod  | Emma Grattidge            | Amelia Raven (abandona), Emma Sharratt, Penelope Williamson, Tasmin Golding, Anne Winterburn, Kellie Forde, Jennifer Joint, Madeleine Taga, Roxanne O'Connor, Rissikat Oyebade, Lisa Madden, Anita Kaushik        | 14                     | Dubái París Toronto                      |
| 9     | 20 de junio de 2013      | Lauren Lambert | Emma Ward & Sarah Kennedy | Christina Chalk, Danielle Sandhu, Jessica Patterson, Abigail Johns, Laura Young, Emily Garner, Saffron Williams, Holly Carpenter, Angel Mbonu, Naomi Pelkiewicz, Sophie Ellson                                    | 14                     | Barbados                                 |

## Sitios Web
- Britain's Next Top Model Official Site
- Cycle 5 Application Form
- Britain's Next Top Model en Internet Movie Database (en inglés).
- BNTMania blogging site

- Datos: Q5734088